# Золотий партійний знак НСДАП
Золотий партійний знак НСДАП (нім. Goldenes Parteiabzeichen der NSDAP) — нагорода, що існувала у Третьому Рейху для відзначення найстаріших за партійним стажем членів Націонал-соціалістичної робітничої партії Німеччини (НСДАП).

## Історія
Золотий партійний знак був введений 13 жовтня 1933 року за наказом фюрера Третього Рейху Адольфа Гітлера для відзначення так званої «старої гвардії» НСДАП — осіб, що вступили до лав націонал-соціалістів у перші роки існування партії, у часи, коли вона перебувала в опозиції та активно конфронтувала з діючою владою. За формальною ознакою претендувати на отримання золотого партійного знаку могли члени НСДАП, що мали партійний номер, менший за 100 000, тобто входили до перших ста тисяч членів партії. Обов'язковою вимогою для отримання нагороди також була неперервність партійного стажу з лютого 1925, в якому було відновлено діяльність НСДАП.
Саме неперервність партійного стажу виявилася визначальною для окреслення кола нагороджених. Станом на листопад 1933 року казначейський відділ НСДАП підтвердив неперервність стажу лише 22,8 зі 100 тисяч перших членів партії. Решта переривала своє членство у партії з різних причин, у т.ч. через політичний тиск і переслідування, а також фінансову неспроможність сплачувати членські внески у період Великої депресії.
Перші нагородження золотим партійним знаком НСДАП відбулися 9 листопада 1933 року, у 10-у річницю Пивного путчу. Згодом проводилися додаткові нагородження знаком, які здебільшого були завершені протягом 1934 року. Кожен золотий партійний знак мав індивідуальний номер, що відповідав партійному номеру нагородженої особи.
Високий престиж, яким користувалася ця нагорода як своєрідний символ належності до еліти Третього Рейху, спонукав багатьох членів партії, які входили до перших ста тисяч, однак згодом полишали її лави, шукати можливості бути включеними до списків нагороджених. Зазвичай це питання намагалися вирішити, аргументуючи переривання свого партійного стажу об'єктивними причинами. Однак випадки позитивного рішення по таким клопотанням були досить поодинокими.

## Почесний золотий знак НСДАП
Незважаючи на чіткі критерії, яким мали відповідати нагороджені золотим партійним знаком, фюрер Адольф Гітлер лишив за собою право нагороджувати ним осіб, що не відповідали цім критеріям, однак мали визначні заслуги перед Третім рейхом. Такі нагороди не мали індивідуальних номерів і відомі як Почесні золоті знаки НСДАП (нім. Goldene Ehrenzeichen der NSDAP). Крім відзначення визначних діячів партії ця нагорода використовувалася для залучення до партійних лав провідних військових, промислових та адміністративних лідерів, які за інших умов не мали бажання вступати до НСДАП. Факти відмови від запропонованої почесної нагороди НСДАП, приймання якої вимагало вступу нагородженої особи до цієї партії, були поодинокими і фактично переводило таку особу у відкриту опозицію до правлячої політичної сили країни.
Нагородження Почесним золотим знаком НСДАП тривали протягом 1935—1944 та здійснювалися зазвичай 30 січня, в чергову річницю приходу націонал-соціалістів до влади у Німеччині. Загальна кількість нагороджених цим знаком становить близько 900 осіб.

## Опис

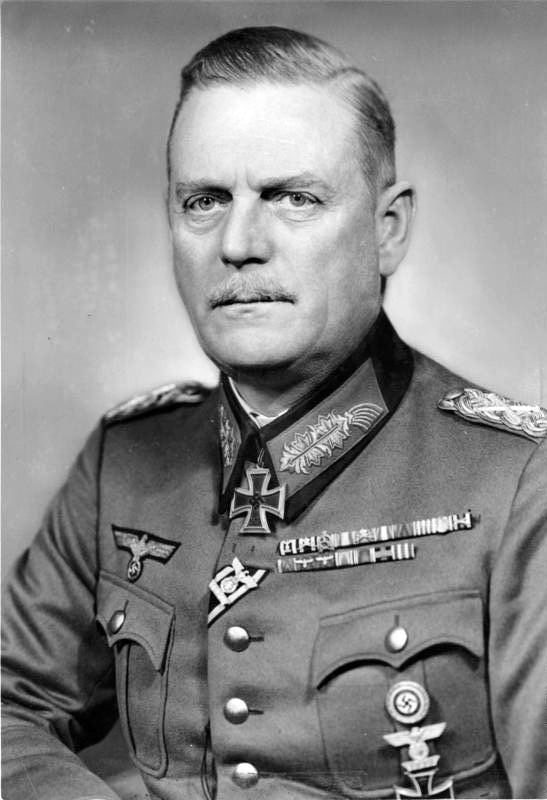
Генерал-фельдмаршал Вільгельм Кейтель із золотим знаком НСДАП на лівій кишені кітеля.

Золотий партійний знак має вигляд кола білого кольору, у центрі якого зображено чорну свастику. Навколо свастики — червоне кільце, по якому нанесено німецькомовну назву НСДАП: «NATIONAL-SOZIALISTISCHE DAP». По периметру знаку розташований круглий золотий вінок. На зворотному боці нагороди було нанесено партійний номер нагородженого, у випадку Почесного золотого знаку замість партійного номера наносилися ініціали Адольфа Гітлера «A. H.» та дата нагородження.
Золоті партійні знаки НСДАП кожному з нагороджених видавалися у двох розмірах — більшому (діаметр нагороди 30,5 мм) для носіння на військовому мундирі та меншому (діаметром 24 мм) для носіння на цивільному одязі.
Партійний знак приколювався шпилькою безпосередньо до мундиру або цивільного одягу на лівому боці грудей. У випадку носіння на військовому кітелі розташовувався нижче ґудзика на лівій нагрудній кишені. При носінні на цивільному одязі знак приколювався до лівого лацкана піджака або на лівий бік блузи. При носінні на військовій формі без кітеля малий золотий партійний знак приколювався до краватки.